# Frederick Gowland Hopkins
Pour les articles homonymes, voir Hopkins.
Frederick Gowland Hopkins (20 juin 1861 à Eastbourne, Sussex, Angleterre - 16 mai 1947 à Cambridge, Angleterre) est un physiologiste et chimiste britannique qui a découvert l'existence des vitamines dans les aliments naturels. Il est co-lauréat du prix Nobel de physiologie ou médecine de 1929.

## Biographie
Hopkins effectua ses études secondaires à la City of London School puis suivit les cours de l’École préparatoire de l'Université de Londres et l'école de médecine du Guy's Hospital, qui aujourd'hui est rattachée à l'école de médecine de King's College London. Il enseigna la physiologie et la toxicologie au Guy's Hospital de 1894 à 1898.
En 1898 il épousa Jessie Anne Stephens (1861–1937), qui lui donna deux filles dont l'une, Jacquetta Hawkes, épousa l'essayiste J.B. Priestley. Cette même année 1898, lors d'un congrès de la Physiological Society, Michael Foster lui propose de travailler pour le Laboratoire de Physiologie de Cambridge afin d'y étudier les mécanismes chimiques en physiologie (à l'époque, la biochimie ne formait pas encore une discipline autonome). Il devint ainsi le premier maître de conférences de « chimie physiologique » d’Emmanuel College en mars 1900, et fut reçu Master of Arts (MA) honoris causa. Il découvre l’acide aminé tryptophane en 1901. Au mois de juillet 1902 il soutient sa thèse de physiologie (D.Sc) à l'Université de Londres, et simultanément se voit confier les conférences de biochimie de Trinity College. Il sera élu professeur titulaire de Trinity College en 1910 et Honorary Fellow d’Emmanuel College. En 1914 il est élu à la chaire de biochimie de l'université de Cambridge, spécialement créée en son honneur. Parmi ses étudiants de Cambridge il y a lieu de citer le pionnier de la neurochimie, Judah Hirsch Quastel et l'embryologiste Joseph Needham.

## Le cycle des glucides et la découverte des «vitamines»
Hopkins a cherché comment les cellules tiraient leur énergie d'un enchaînement complexe de réactions d'oxydo-réduction : à cet égard, l'un de ses plus grands succès est la découverte en 1907, avec Walter Morley Fletcher, du rôle de l'acide lactique dans la contraction musculaire. Dans cet article, les deux chimistes démontrent qu'une carence en oxygène déclenche une accumulation d'acide lactique dans les muscles. Cette observation ouvrait la voie à la découverte du métabolisme des glucides par Archibald Hill et Otto Fritz Meyerhof et à son rôle central dans la contraction musculaire.
Mais c'est en 1912 qu’Hopkins publie sa découverte essentielle : ayant soumis des animaux de laboratoires à divers régimes, il démontre qu'une alimentation ne comportant que des protéines pures, des glucides, des graisses et quelques oligo-éléments ne permettent pas d'assurer la croissance des sujets. Cette observation l'amène à postuler l'existence dans les aliments d'infimes quantités de substances dont le rôle sur la vie et la croissance des tissus est déterminant. Ces substances hypothétiques, dont il ignore encore la nature, il les appelle « facteurs alimentaires auxiliaires » : elles seront plus tard appelées « vitamines. » C'est cet article qui lui valut (aux côtés de Christiaan Eijkman) le prix Nobel de physiologie ou médecine « pour sa découverte des vitamines stimulant la croissance », en 1929.
Au cours de la Première Guerre mondiale, Hopkins poursuit ses recherches sur la valeur nutritionnelle des vitamines et de la margarine : pour ce dernier aliment, il démontre, conformément à l'opinion en vigueur, que sa valeur nutritionnelle est inférieure à celle du beurre, car elle est carencée en vitamines A et D. C’est ainsi qu'en 1926, les industriels mirent sur le marché une margarine enrichie en apports vitaminés.
On attribue à Hopkins la découverte et la caractérisation, en 1921, du glutathione présent dans divers tissus vivants. À l'époque, il crut que ce composé était un dipeptide de l’acide glutamique et de la cystéine. La structure chimique du glutathione fut débattue pendant des années jusqu'à ce qu'en 1929 Hopkins établisse que c'est un tripeptide d’acide glutamique, de cystéine et de glycine, conclusion qui était en accord avec les recherches, menées indépendamment, par Edward Calvin Kendall.

## Récompenses
Outre le Prix Nobel, Hopkins a reçu de multiples récompenses : la Médaille Royale (1918) et la Médaille Copley (1926) de la Royal Society. Il est élu en 1905 à la Royal Society, et est anobli par le roi George V en 1925; en 1935, il est décoré de l'Order of Merit, la plus haute récompense civile du Royaume-Uni. De 1930 à 1935, Hopkins a présidé la Royal Society et en 1933, la British Association for the Advancement of Science.
Il meurt le 16 mai 1947 à Cambridge et est inhumé dans l'Ascension Parish Burial Ground de Cambridge, aux côtés de sa femme Jessie Ann Hopkins,.

## Distinctions et récompenses
- Chevalier (Kt - 1925)[14]
- Membre de l'Ordre du Mérite britannique (OM - 1935)[15]
- Membre de la Royal Society (FRS - 1905) et président de celle-ci de 1930 à 1935[16]